# Golden State Warriors 1975-1976
La stagione 1975-76 dei Golden State Warriors fu la 27ª nella NBA per la franchigia.
I Golden State Warriors vinsero la Pacific Division della Western Conference con un record di 59-23. Nei play-off vinsero la semifinale di conference con i Detroit Pistons (4-2), perdendo poi la finale di conference con i Phoenix Suns (4-3).

## Risultati
| Squadra                | V  | P  | %    | GB |
| ---------------------- | -- | -- | ---- | -- |
| Golden State Warriors  | 59 | 23 | 72,0 | -  |
| Seattle SuperSonics    | 43 | 39 | 52,4 | 16 |
| Phoenix Suns           | 42 | 40 | 51,2 | 17 |
| Los Angeles Lakers     | 40 | 42 | 48,8 | 19 |
| Portland Trail Blazers | 37 | 45 | 45,1 | 22 |

## Roster
| N° | Naz.                   | Ruolo | Sportivo          | Anno | Alt. | Peso \|\| |
| -- | ---------------------- | ----- | ----------------- | ---- | ---- | --------- |
| 1  | Stati Uniti (bandiera) | G     | Gus Williams      | 1953 | 188  | 79        |
| 10 | Stati Uniti (bandiera) | G     | Charles Johnson   | 1949 | 183  | 77        |
| 12 | Stati Uniti (bandiera) | G     | Bubbles Hawkins   | 1954 | 193  | 86        |
| 15 | Stati Uniti (bandiera) | G     | Charles Dudley    | 1950 | 188  | 82        |
| 20 | Stati Uniti (bandiera) | G     | Phil Smith        | 1952 | 193  | 84        |
| 23 | Stati Uniti (bandiera) | GA    | Jeff Mullins      | 1942 | 193  | 86        |
| 24 | Stati Uniti (bandiera) | A     | Rick Barry        | 1944 | 201  | 93        |
| 40 | Stati Uniti (bandiera) | A     | Derrek Dickey     | 1951 | 201  | 99        |
| 41 | Stati Uniti (bandiera) | GA    | Jamaal Wilkes     | 1953 | 198  | 86        |
| 42 | Stati Uniti (bandiera) | A     | Dwight Davis      | 1949 | 203  | 100       |
| 44 | Stati Uniti (bandiera) | C     | Clifford Ray      | 1949 | 206  | 104       |
| 52 | Stati Uniti (bandiera) | AC    | George T. Johnson | 1948 | 211  | 93        |

## Staff tecnico
- Allenatore: Al Attles
- Vice-allenatore: Joe Roberts
- Preparatore atletico: Dick D'Oliva